# Daniel Abraham
Daniel James Abraham (nacido el 14 de noviembre de 1969 en Albuquerque, Nuevo México) es un novelista, escritor de cómics, guionista y productor de televisión estadounidense. Ha utilizado los seudónimos Daniel Hanover, M. L. N. Hanover y James S. A. Corey y es especialmente conocido como autor de The Long Price Quartet y la serie de fantasía The Dagger and the Coin, y junto a Ty Franck, como coautor de The Expanse, serie de novelas de ciencia ficción escrita bajo el seudónimo conjunto James S. A. Corey. La serie fue adaptada en la serie de televisión The Expanse (2015-2022), con Abraham y Franck como escritores y productores.
Bajo el seudónimo de M. L. N. Hanover, Abraham es el autor de la serie de fantasía urbana La Hija del Sol Negro. Junto con Ty Franck, escribió la novela de Star Wars Honor Entre Ladrones (2014), también como James S. A. Corey. Abraham colaboró con George R. R. Martin y Gardner Dozois en la novela de ciencia ficción Hunter's Run (2007). Colaborador frecuente de Martin, Abraham ha adaptado varias de sus novelas a cómics y novelas gráficas, como Juego de Tronos: La Novela Gráfica, y ha contribuido al universo de Wild Cards de Martin.
La novela La puerta de Abadón ganó el Premio Locus 2014. El despertar del Leviatán, el primer libro de The Expanse, fue nominado al Premio Hugo a la Mejor Novela y al Premio Locus a la Mejor Novela de Ciencia Ficción en 2012. Su novela corta Flat Diane fue nominada al Premio Nebula. Su novela corta The Cambist and Lord Iron: a Fairytale of Economics fue nominada al Premio Hugo y al Premio Mundial de Fantasía. Sus relatos han aparecido en numerosas publicaciones y antologías, y se han recopilado en Leviathan Wept and Other Stories (2010). 